# Mittelmeerspiele 2022/Segeln
Bei den Mittelmeerspielen 2022 in Oran, Algerien, fanden vom 27. Juni bis 3. Juli insgesamt vier Wettbewerbe im Segeln statt, jeweils zwei bei den Männern und bei den Frauen. Austragungsort war die Nautical Base Les Andalouses in El Ançor.

## Bilanz

### Medaillenspiegel
| Platz  | Land       | Gold | Silber | Bronze | Gesamt |
| ------ | ---------- | ---- | ------ | ------ | ------ |
| 1      | Frankreich | 3    | 1      | —      | 4      |
| 2      | Italien    | 1    | 2      | 2      | 5      |
| 3      | Spanien    | —    | 1      | —      | 1      |
| 4      | Kroatien   | —    | —      | 1      | 1      |
| 4      | Türkei     | —    | —      | 1      | 1      |
| Gesamt | Gesamt     | 4    | 4      | 4      | 12     |

### Medaillengewinner
Männer
| Disziplin | Gold                 | Silber         | Bronze                       |
| --------- | -------------------- | -------------- | ---------------------------- |
| Laser     | Jean-Baptiste Bernaz | Joel Rodríguez | Giovanni Coccoluto Giorgetti |
| iQFoiL    | Nicolò Renna         | Tom Arnoux     | Luca Di Tomassi              |

Frauen
| Disziplin    | Gold            | Silber                 | Bronze      |
| ------------ | --------------- | ---------------------- | ----------- |
| Laser Radial | Marie Barrué    | Chiara Benini Floriani | Ecem Güzel  |
| iQFoiL       | Hélène Noesmoen | Marta Maggetti         | Palma Čargo |